# どすこい!女雪相撲 胸がドキドキ初場所体験
『どすこい!女雪相撲 胸がドキドキ初場所体験』（どすこい!おんなゆきずもう むねがドキドキはつばしょたいけん）は、2010年3月19日にライアーソフトから発売されたアダルトゲーム。
理不尽ビンタADVと銘打ち、大輪女子大学が団体戦で優勝するまでを描く。同大学の女雪相撲部は処女でなければ入部が許されないうえ、処女を失うと退部しなくてはならず、試合で負けると罰ゲームで処女を失うことになるため、ゲームオーバーになりやすい。

## 登場人物
本名と四股名があるキャラクターについては本名/四股名で表記する。
花畑たんぽぽ/侘助
声：高槻つばさ
本作の主人公であり、処女。小百合に憧れて女雪相撲の道に入り、小百合を追いかけて大輪女子に入学した。高校時代からヒロくんと付き合っている。
大河内小百合/鬼百合
声：桜川未央
大輪女子大学女雪相撲部部長で第十七代鬼百合を襲名した。1年のときに全国大会で敗北したが、未だ処女でいる女雪力士。
グエン・ティ・ホン・マイ（阮氏香梅）/マイの海
声：富樫ケイ
大輪女子大学女雪相撲部副部長でベトナムからの留学生。
蟻道瑞樹/三ツ葉黒
声：杉原茉莉
大輪女子大学女雪相撲部の女雪力士。小百合の幼馴染みでゲーム好き。
村中野菊/雛菊の富士
声：一色ヒカル
大輪女子大学女雪相撲部の小柄で巨乳な女雪力士。シナリオ中盤で第十八代鬼百合を襲名する。
川端つくし/豆斯波
声：草柳順子
大輪女子大学女雪相撲部の女雪力士。高校時代はたんぽぽのライバルと言われていた。
蛇苺可憐/佐萌道
声：金田まひる
大輪女子大学女雪相撲部に所属するが、肥満体型の為に女雪力士と認められていない。シナリオ中盤でダイエットに成功し、可憐なメガネっ娘の女雪力士となる。
大河内百合根/武威通
声：桜川未央
覇権黒逸大学女雪相撲部所属。小百合の妹で大輪女子大学に入学したが、処女ではない為女雪相撲部に入部できなかった為、覇権黒逸大学に編入した。
林民子/錦具大牙
声：東かりん
覇権黒逸大学女雪相撲部総統。高校時代は小百合のライバルであった。
まゆリン乃山
声：上田朱音
新宿商科大学女雪相撲部部長。
地獄極楽
声：江沢さき
恐山女学館女雪相撲部主将。
獲麗煌闘
覇権黒逸大学女雪相撲部所属。
朱春部
覇権黒逸大学女雪相撲部所属。
武威腕
覇権黒逸大学女雪相撲部所属。
勇暴斗
覇権黒逸大学女雪相撲部所属。
愛乃里
新宿商科大学女雪相撲部所属。
ギャル卒業
新宿商科大学女雪相撲部所属。
ともちゃん乃海
新宿商科大学女雪相撲部所属。
渋谷命
新宿商科大学女雪相撲部所属。
死霊
恐山女学館女雪相撲部所属。
悪霊
恐山女学館女雪相撲部所属。
怨霊
恐山女学館女雪相撲部所属。
ファントム
恐山女学館女雪相撲部所属。
けーこ
ライアーソフトの常連キャラクターのけーこ。本作では大輪女子大学女雪相撲部のOBである。居酒屋を経営しており、自分の歌っている演歌のCDを販売している。
弘樹
花畑たんぽぽの彼氏で地味なイケメンで通称はヒロくん。たんぽぽとは高1から付き合っており、デートのたびにホテルに誘ってくる。
クラゲ
「海月プヨプヨ波打ち場所♪」に登場する。対戦するため、女雪力士と思われる。
ボレアレス
FC特典シナリオ「地球を守れ!スペース場所」に登場する女雪力士。
オーストレール
FC特典シナリオ「地球を守れ!スペース場所」に登場する女雪力士。
クリセ
FC特典シナリオ「地球を守れ!スペース場所」に登場する女雪力士。
アルバパテラ
FC特典シナリオ「地球を守れ!スペース場所」に登場する女雪力士。
シドニア
FC特典シナリオ「地球を守れ!スペース場所」に登場する女雪力士。

## スタッフ
- 企画原案・シナリオ：岩清水新一
- 原画・キャラクターデザイン：霧生実奈
- 音楽：松美夜狐雨兵(gion-shoja by Rock'n'Banana)

## 主題歌
OP「〜夢みる明日〜」
作詞：游かずみ / 作・編曲：有田宏 / サウンドプロデュース：Mas Sawada / 制作：gion-shoja by Rock'n'Banana / 歌：太田悠佳莉
挿入歌「〜真白慕情〜」
作詞・歌：Rita / 作・編曲：松本慎一郎
挿入歌「〜真白慕情〜うたばん仕様」
作詞・歌：Rita / 作・編曲：松本慎一郎
ED「〜夢みる明日〜'80sMIX」
作詞：游かずみ / 作・編曲：有田宏 / サウンドプロデュース：Mas Sawada / 制作：gion-shoja by Rock'n'Banana / 歌：太田悠佳莉

## FC特典シナリオ
ファンクラブ会員に配布された特典。この特典ディスクをインストールすることで「地球を守れ!スペース場所」へのシナリオ分岐が発生する。2周目以降の「海月プヨプヨ波打ち場所♪」で勝利すると「地球を守れ!スペース場所」へ分岐する。2周目以降の「海月プヨプヨ波打ち場所♪」で負けてシナリオをスキップすると、画面表示がおかしくなって正常にプレイできなくなるバグがあるため、ファンクラブ会員用ページにて修正パッチが配布されている。

## ハチポチ -Liar&raiL FanDisk-
本作および下記9作品のファンディスクで、各作品がクロスオーバーするシナリオと各作品のアペンドシナリオの詰め合わせである。
- 赫炎のインガノック - what a beautiful people -
- 魔都拳侠傳 マスクド上海
- LOVE&DEAD
- 漆黒のシャルノス -What a beautiful tomorrow-
- 水スペ 川野口探検隊 これが秘境だ!人類未到!立ちふさがる商店街!八鏡大学に隠された地球最大の謎を追え!!
- 白光のヴァルーシア～What a beautiful hopes～
- 霞外籠逗留記
- 紅殻町博物誌
- 信天翁航海録

本編
各作品がクロスオーバーするオリジナルシナリオで、『どすこい!女雪相撲』からは山籠もりに来た大輪女子や新宿商科などの女性だけではなく、ヒロくんなどの男性も登場する。
アペンドシナリオ
『どすこい!女雪相撲』がインストールされているPCに『ハチポチ -Liar&raiL FanDisk-』に収録されているアペンドシナリオをインストールすることでプレイできる新規シナリオ。ファンクラブ会報にて設定を作成中の新規キャラクターである眠り猫が登場する。